# Palaiargia optata
Palaiargia optata är en trollsländeart som först beskrevs av Hagen in Selys 1865.  Palaiargia optata ingår i släktet Palaiargia och familjen dammflicksländor. IUCN kategoriserar arten globalt som otillräckligt studerad. Inga underarter finns listade i Catalogue of Life.